# McDermott (Ohio)

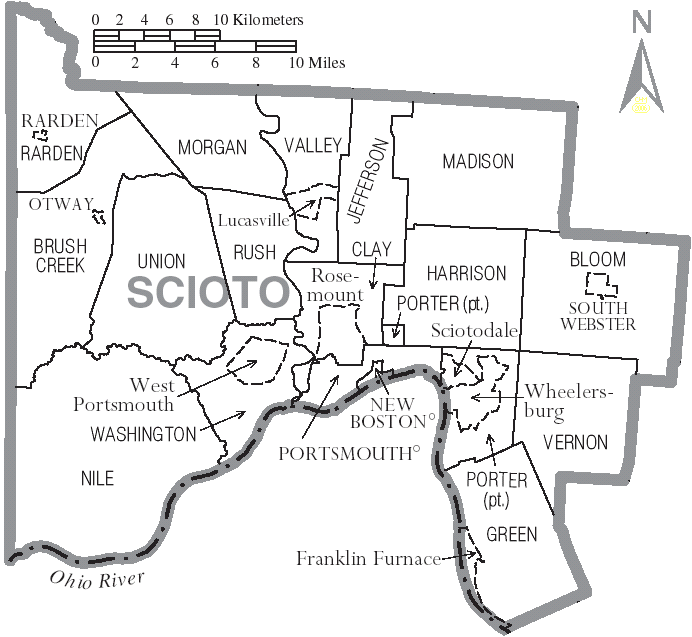
Karte des Scioto County, im Zentrum westlich die Rush Township

McDermott ist eine Siedlung auf gemeindefreiem Gebiet und ein Census-designated place (CDP) in der westlichen Rush Township, Scioto County, Ohio, Vereinigte Staaten. Obgleich es gemeindefrei ist, hat es eine Post mit der Postleitzahl 45652.

## Geografie
McDermotts geographische Koordinaten lauten 38° 50′ N, 83° 4′ W (38.835, −83.065). Die Höhe über dem Meeresspiegel beträgt 177 Meter.

## Geschichte
Das Gebiet wurde bereits am 28. Juli 1898 als eigene Gemeinde geplant und eingereicht, es kam jedoch nie zu einer Etablierung. Der Name McDermott stammt von einem der ersten Unternehmen in dieser Gegend, der McDermott Stone Company.

## Bildung
In McDermott liegt die Northwest High School (NHS), die einzige öffentliche Highschool des Northwest Local School Districts. Die Schulfarben dieser Highschool sind Rot und Blau, der Spitzname ihrer Sportteams ist Mohawks.
Ein prominenter Absolvent der Northwest High School ist Ted Strickland (* 1941 in Lucasville), der seit 2006 Gouverneur von Ohio ist.